# Angelika Dünhaupt
Angelika Dünhaupt, née le 22 décembre 1946 à Hahnenklee est une ancienne lugeuse ouest-allemande.

## Biographie
Elle a remporté la médaille de bronze en simple aux Jeux olympiques en 1968 à Grenoble, après avoir bénéficié de la disqualification de trois lugeuses est-allemandes qui avaient chauffé les patins de leur luge, alors qu'elle avait terminé à l'origine sixième.
Son palmarès comporte également une médaille d'argent européenne à son palmarès obtenue en 1967.
Après sa retraite sportive, elle est devenue photographe professionnelle.